# ペレセチェニ
ペレセチェニ（ロシア語: Пересечень）はキエフ・ルーシ期の都市である。現存しない。
B.ルィバコフ(ru)の説によれば、ペレセチェニはドニエプル川の南に位置する、ドニプロペトロウシク（現ウクライナ）に存在していたとされ、N.ナデジン(ru)の説によれば、ベッサラビアのPeresecina(ru)（現モルドバ共和国）に相応するとされている。